# Clovis (chansonnier)
Pour les articles homonymes, voir Clovis et Lefèvre.
Clovis-Césaire Lefèvre, connu sous le nom de scène de Clovis, né le 17 mars 1851 à Paris et mort le 17 juin 1910 à Champigny-sur-Marne, est un artiste lyrique et chansonnier français.

## Biographie
Clovis fut un des piliers des cafés-concerts parisiens de la fin du XIXe siècle ; il se produit aux Ambassadeurs en 1874, à l'Horloge dans les années 1880, à l'Alcazar d'été en 1886, au Ba-Ta-Clan en 1892, au Concordia dans les années 1900.
Il connaît aussi le succès avec des chansons comme Le Soliste, dont le texte s'inspire de la carrière du Pétomane.